# Aanslag in Austin op 18 februari 2010
Op 18 februari 2010 vond er in Austin (Texas) een zelfmoordaanslag plaats door middel van een klein eenmotorig vliegtuig. Het doelwit was het kantoor van de Amerikaanse federale belastingdienst (Internal Revenue Service).
Eerder die dag had de dader, de 53-jarige softwareadviseur Andrew Joseph Stack III, een Piper Dakota gehuurd op het Georgetown Municipal Airport, zo'n 30 kilometer ten noorden van het doelwit. Na het opstijgen vloog hij direct naar zijn doel, het belastingkantoor, waar hij om 9:56 uur lokale tijd (16:56 MET) tegen het gebouw aanvloog, dat vlam vatte. Behalve de dader verloor ook een belastingambtenaar het leven.
Ongenoegen met de belastingdienst had de dader ertoe aangezet deze aanslag te plegen. Voordat hij hiertoe overging, had hij zijn huis in brand gestoken.